# Matias Barbosa (ort)
Matias Barbosa är en ort i Brasilien.   Den ligger i kommunen Matias Barbosa och delstaten Minas Gerais, i den sydöstra delen av landet, 800 km sydost om huvudstaden Brasília. Matias Barbosa ligger 481 meter över havet och antalet invånare är 12 072.
Terrängen runt Matias Barbosa är varierad. Matias Barbosa ligger nere i en dal. Runt Matias Barbosa är det ganska glesbefolkat, med 27 invånare per kvadratkilometer.. Närmaste större samhälle är Juiz de Fora, 12,1 km norr om Matias Barbosa.
Omgivningarna runt Matias Barbosa är huvudsakligen savann.